# Georgina Abela
Georgina Abela, född 1959, är en maltesisk sångerska och låtskrivare. Hon är gift med kompositören Paul Abela.
Abela har deltagit fyra gånger i Eurovision Song Contest; 1991 framförde hon bidraget Could It Be tillsammans med Paul Giordimaina (sjätteplats). 1992 var hon kompositören bakom Maltas bidrag Little Child som framfördes av Mary Spiteri. 1996 var hon körsångerska för Miriam Christine och 2001 var hon kompositören bakom Another Summer Night, som framfördes av Fabrizio Faniello.
Abela har även deltagit flera gånger i den maltesiska uttagningen till Eurovision Song Contest: 1994 (3:e plats med Remember the beginning), 1995 (med That little bit of heaven), 1996 (med Can I reach you), 1997 (10:e plats med Make me your girl), 1998 (12:e plats med The morning rain), 1999 (3:e plats med Who will be there), 2004 (15:e plats med Close to my heart) och 2009 (10:e plats med Avalon).